# Marielle Studer
Marielle Studer (20 febbraio 1965) è un'ex sciatrice alpina svizzera.

## Biografia
Sciatrice polivalente originaria di Visp, la Studer debuttò in campo internazionale in occasione dei Mondiali juniores di Auron 1982, dove si classificò 16ª nella discesa libera e 17ª nello slalom gigante; in Coppa del Mondo ottenne l'unico piazzamento il 9 dicembre 1984 a Davos in combinata (15ª), mentre in Coppa Europa in quella stessa stagione 1984-1985 si piazzò 2ª nella classifica di slalom gigante e gareggiò fino alla stagione 1985-1986. Non prese parte a rassegne olimpiche né ottenne piazzamenti ai Campionati mondiali.

## Palmarès

### Coppa del Mondo
- Miglior piazzamento in classifica generale: 89ª nel 1985